# Hồi đầu
Hồi đầu hay còn gọi là vùi đầu, vùi sầu, vùi đầu thảo, thủy điền thất, mằn tảo láy, vạn bố, bơ bỉa mến, (danh pháp khoa học: Tacca plantaginea) là một loài thực vật có hoa trong họ Dioscoreaceae. Loài này được (Hance) Drenth miêu tả khoa học đầu tiên năm 1972.